# Festival international du film de quartier de Dakar
Le Festival international du film de quartier (FIFQ) est une manifestation culturelle qui a lieu chaque année en décembre à Dakar (Sénégal), de fait une vitrine des meilleures productions sénégalaises dans le domaine du cinéma, de la télévision et du multimédia.

## Histoire
Le festival a été créé en 1999.
À l'origine il s'agissait avant tout de montrer les productions des stagiaires du Media Centre de Dakar (MCD). C'est aujourd'hui un tremplin pour les jeunes réalisateurs.

## Organisation
Les projections ont lieu en différents endroits de la ville, par exemple à l'Institut français Léopold Sédar Senghor ou dans des restaurants.
La dénomination du prix décerné dans chaque catégorie est " l'Ébène ". La jeune réalisatrice Dyana Gaye a ainsi remporté l'Ébène du meilleur film pour son court métrage Deweneti lors de la 8e édition du festival en 2006.
L'édition 2007 était parrainée par le cinéaste Moussa Sène Absa.